# Liste der Monuments historiques in Nanteuil-lès-Meaux
Die Liste der Monuments historiques in Nanteuil-lès-Meaux führt die Monuments historiques in der französischen Gemeinde Nanteuil-lès-Meaux auf.

## Liste der Objekte
| Bezeichnung                            | Beschreibung | Standort                                        | Kennzeichnung | Schutzstatus | Datum | Bild |
| -------------------------------------- | --- | ----------------------------------------------- | ------------- | ------------ | ----- | ---- |
| Lithographie der Kreuzigung mit Rahmen | Kupferstich des Malers Nicolas Poussin (vermutet) von dem sich eine Replik in der Kirche von Malnoue befindet. Hergestellt im 18. oder 19. Jahrhundert. | An der Nordwand in der Kirche St-Georges (Lage) | PM77002723    | Inscrit      | 1977  |      |
| Gemälde Kopf einer Madonna mit Rahmen  | Ölgemälde mit einem runden Holzrahmen der mit geschnitztem Blumendekor verziert wurde aus dem 18. oder 19. Jahrhundert.                                 | Im Chor in der Kirche St-Georges (Lage)         | PM77002722    | Inscrit      | 1977  |      |
| Glocke                                 | Bronzeglocke die von der Glockengießerei Klein im Jahr 1658 gegossen wurde.                                                                             | in der Kirche St-Georges (Lage)                 | PM77001265    | Classé       | 1942  |      |
| Altar, Tabernakel und Altarbild        | Das Ensemble aus dem 18. Jahrhundert wurde aus Holz hergestellt und bemalt beziehungsweise teilweise vergoldet. Das Altarbild wurde neu hinzugefügt.    | Im Chor in der Kirche St-Georges (Lage)         | PM77001266    | Classé       | 1984  |      |
| Glocke                                 | Bronzeglocke, 1642 gegossen | In der Kirche St-Georges (Lage)                 | PM77001264    | Classé       | 1942  |      |
| Wandverkleidung                        | Täfelung aus Holz mit einer Bemalung und Vergoldung aus dem 18. Jahrhundert.                                                                            | Im Chor in der Kirche St-Georges (Lage)         | PM77001267    | Classé       | 1984  |      |